# Vranovská přehrada
Die Vranovská přehrada (deutsch Talsperre Frain) ist eine zwischen 1930 und 1934 errichtete Talsperre mit dem dazugehörigen  Stausee an der Thaya in Tschechien. Sie liegt bei Vranov nad Dyjí in Südmähren nahe der österreichischen Grenze.

## Anlässe zur Errichtung
Die Thaya ist ein Fluss mit großen Schwankungen in der Wasserführung: Während der Schneeschmelze im Frühjahr oder nach starken Regenfällen führt sie große Wassermengen, im Sommer hingegen gibt es Niedrigwasser. Beides hatte für die Gemeinden an der Thaya teilweise negative Auswirkungen.
Mit fortschreitender Elektrifizierung stieg der Strombedarf, diesen wollte man durch Wasserkraft decken.
Von Znaim an der Thaya / Znojmo nad Dyjí wurde die Thayatalbahn nach Raabs an der Thaya geplant. Auch für deren elektrischen Betrieb wäre der Strom der Talsperre gedacht gewesen.

## Erste Kraftwerksplanungen
Der Holzbildhauer Roman Loos aus Znaim an der Thaya legte erste Überlegungen über den Bau eines Kraftwerks an der Thaya vor. Sein früher Tod 1890 beendete aber eine Weiterführung der Planungen.
Andere Pläne sahen eine Staumauer zwischen Vöttau (Bítov) und Freistein an der Thaya vor sowie einen Stollen zu einem Krafthaus in Frain an der Thaya. Das geringe Gefälle erlaubte aber keinen wirtschaftlichen Betrieb.
Obwohl es noch kein konkretes Projekt gab, wurden bereits um 1900 Vereinbarungen bezüglich der Wasserrechte getroffen.
Der Frainer Ingenieur Ferdinand Schmidt verknüpfte die oben genannten Probleme bzw. Wünsche und fand die Lösung in der Planung einer großen Speicheranlage, die ursprünglich noch aus drei Talsperren bestand. Doch im Laufe seiner geologischen und hydrologischen Untersuchungen stellte sich bald heraus, dass der Bau einer einzigen großen Staumauer oberhalb von Frain an der Thaya die beste Lösung war.
Seine Planungen sahen vor, dass die Talsperre Flutwellen im freigehaltenen Speicherraum auffangen sollte und gleichmäßig an den Unterlauf der Thaya abgeben sollte, so dass auch in Trockenperioden die Gemeinden unterhalb der Sperre immer eine gleichmäßige Wassermenge zur Verfügung hatten.
Neben seinen technischen Untersuchungen begann er sich auch um die künftige Finanzierung des Projekts zu kümmern. Als Geldgeber sollten der Staat, die Länder Mähren und Niederösterreich und private Finanziers wie der „Schweizer Bankverein“ zusammenarbeiten.
Die „Thayatalwerke für Stau- und Elektrizitätsanlagen Gesellschaft mit beschränkter Haftung“ erhielten nach der amtlichen Kommissionierung 1912 die Baufreigabe, die nach Einsprüchen 1914 gültig wurde und auf zehn Jahre befristet war.
Durch den Ersten Weltkrieg und die anschließenden Unsicherheiten in Folge der Gründung des tschechoslowakischen Staates kam das Projekt ins Stocken.

## Zwischenkriegszeit
Schmidt ließ sich nicht beirren. Er sammelte weiter technische Daten und brachte wieder eine Finanzierungsgruppe zusammen. Allerdings begann die Zeit zu drängen, denn der neu gegründete tschechoslowakische Staat hatte zwar die Konzession 1919 erneuert, aber nur für drei Jahre. Der Konzessionsverlust wäre für Schmidt eine persönliche Katastrophe gewesen, denn einen Großteil der Bauvorbereitungen hatte er aus eigener Tasche finanziert.
1921 trat überraschend die Westmährische Elektrizitätsgesellschaft in Erscheinung, um mit Schmidt über den Kauf des baufertig konzessionierten Projektes zu verhandeln. Den drohenden Totalverlust der von ihm aufgewendeten Finanzmittel vor Augen, blieb ihm nichts anderes übrig, als einem niedrigen Kaufpreis zuzustimmen. Als optische Aufbesserung wurde ihm die oberste Leitung der Bauausführung als gut bezahlter Anstellungsvertrag angeboten. Zusätzlich sagte man ihm die Alleinrechte für Schifffahrt und Fischerei zur weiteren Vermarktung zu. Am 25. April 1921 wurde der Vertrag unterschrieben.
Trotz der unfeinen Verhandlungsmethoden, mit denen man ihn unter Druck gesetzt hatte, kämpfte Schmidt weiter für den Bau der Talsperre.

## Der Bau
Obwohl das Bauvorhaben baufertig geplant war, wurde der Baubeginn immer wieder verzögert. Erst im Februar 1929 wurde durch das Landesamt in Brünn der Bau der Talsperre Frain an der Thaya ausgeschrieben.
Ende Oktober des gleichen Jahres gab der Minister für öffentliche Arbeiten – Franz Spina – das Ergebnis bekannt: Den Zuschlag erhielt das Konsortium Böhmisch-Mährische Aktienbaugesellschaft (Prag) – Lanna Aktiengesellschaft (Prag) – Pittel+Brausewetter (Brünn).
Noch in den letzten Monaten des Jahres 1929 wurden die notwendigen Vorbereitungsarbeiten begonnen (Werkstätten-, Wohn- und Bürogebäude, Behelfsbrücken und Gleise für die Materialeisenbahn). Dort, wo heute zahlreiche kleinen Lokale stehen, wurde die Betonmischanlage errichtet sowie die Schotterbrech- und Sortieranlage, die das vor Ort gewonnene Baumaterial aufbereiten sollten.
Am 8. Januar 1930 wurde die schmalspurige Materialeisenbahn von der Baustelle zum Bahnhof von Schönwald (Šumná, Nordwestbahn Wien–Prag) kommissioniert, wo ein eigener Material-Übernahmebahnhof errichtet worden war.
Ohne große Feierlichkeiten fand am 1. April 1930 die Grundsteinlegung für die Talsperre in Anwesenheit des neuen Ministers für öffentliche Arbeiten, Jan Dostálek, statt.
In der ersten Bauetappe wurde die Thaya ans rechte Ufer verlegt, um die am linken Ufer gelegene Mauerhälfte mit den vier Grundablässen und dem Tosbecken bauen zu können. Gleichzeitig wurden auch die Kaskaden des Wasserüberlaufs errichtet.
Errichtet wurde die Staumauer aus Gussbeton („plastischer Beton“). Dieser wurde in der elektrisch betriebenen Betonmischanlage hergestellt, in Behälter gefüllt, mit einer Seilbahn zum jeweiligen Bauabschnitt transportiert und mittels Gußrinnen in die Schalung gefüllt. Diese Anlage besaß eine Tagesleistung von 1.200 m³ Beton pro Tag.
Während der Errichtung des Bauabschnittes am rechten Ufer wurde die Thaya durch die Öffnungen des Grundablasses abgeleitet. Für den Fall eines Hochwassers wurde ein Bauabschnitt etwas niedriger belassen, um den Grundablass zu unterstützen.
Nach der Fertigstellung der eigentlichen Staumauer wurde noch über der Dammkrone die Straße mit zwei Gehsteigen über die Staumauer errichtet und die Kraftwerkszentrale ausgebaut.

## Die elektrische Ausrüstung
Die Planung von Schmidt hatte noch 10 Francis-Turbinen in fünf Gruppen – abgestuft von 3200 PS bis 960 PS je Turbine – vorgesehen, um dadurch eine bestmögliche Angleichung von Wasserstand und Strombedarf zu erreichen und eine möglichst gleichmäßige Wassermenge die Talsperre passieren zu lassen. Außerdem war die Wasserzuleitung zu den Turbinen so ausgelegt, dass so viel warmes Oberflächenwasser wie möglich die Turbinen antreiben sollte, um den Fluss unterhalb nicht unnötig abzukühlen.
Von diesen Überlegungen blieb in der endgültigen Bauausführung nicht viel übrig. Zur Verwendung kamen schließlich nur zwei Francisturbinen, das Wasser war kaltes Tiefenwasser. Die dritte Turbine wurde erst 1938 eingebaut.
Der Transport der beiden Francis-Turbinen und der sonstigen mechanischen Ausrüstung für das Kraftwerk stellte die Ingenieure vor große Probleme, denn weder die Kraftfahrzeuge noch die örtlichen Straßen der damaligen Zeit entsprachen den Erfordernissen. So mussten oft mehrere Schleppfahrzeuge zusammengespannt werden, um auf oft nicht einmal asphaltierten Wegen voranzukommen.
1934 wurde das unmittelbar an der Staumauer am rechten Ufer gelegene Kraftwerkshaus fertiggestellt und mit dem Ausbau der Hochspannungsleitung zum kalorischen Kraftwerk Oslawan bei Brünn, das bisher die Betonmischanlage mit dem benötigten Strom versorgt hatte, begonnen. Diese Leitung wurde erst 1936 fertiggestellt und war die erste 100.000 Volt Hochspannungsleitung in West- und Südmähren.

## Fertigstellung und Vollstau

Die Staumauer von Frain an der Thaya

1933 wurde außerplanmäßig mit dem Stau begonnen. Das Frühjahrstauwetter und starke Regenfälle füllten das Staubecken, so dass an der Staumauer eine Wasserhöhe von 15 Metern gemessen wurde. Dieser Wasserstand reichte aus, um eine oberhalb der Talsperre liegende Mühle teilweise zu überschwemmen, und auch den Bewohnern des Dorfes Vöttau (Bítov) wurde klar, dass es nicht mehr länger möglich war, in „Alt-Vöttau“ zu bleiben, sondern man rasch ins neu errichtete „Neu-Vöttau“ übersiedeln musste. Offiziell waren die Namen „Alt- und Neu-Vöttau“ allerdings nicht.
Da zu diesem Zeitpunkt die Talsperre noch nicht voll belastbar war, wurden die Grundablässe geöffnet. Außerdem zeigte sich, dass die im Staubereich notwendigen Rodungsarbeiten nicht gründlich genug durchgeführt worden waren. Dies, gemeinsam mit ertrunkenem Wild, sorgte dafür, dass sich das aufgestaute Wasser in eine faulige und stinkende Brühe verwandelte.
Das aufgestaute Wasser musste abgelassen und dann nochmals mit dem Stau begonnen werden. Es dauerte bis 1935, bis der Vollstau erreicht war. Die „Znaimer Zeitung“ rief im Mai 1935 ihre Leser auf, sich das interessante Schauspiel des überlaufenden Wassers nicht entgehen zu lassen.
Am 11. April 1934 wurde die Stromerzeugung mit zwei Turbinen aufgenommen, außerdem wurde mit der Demontage aller für den Bau notwendigen Nebenanlagen und der Rekultivierung der Baustelle begonnen.
In den Jahren 2004 und 2005 wurde das unterdessen 70 Jahre alte Kraftwerk renoviert.

## Prozess
Die Gesamtkosten für die Errichtung der Talsperre betrugen rund 132 Millionen Kronen, um etliches mehr als geplant. Dieser Umstand, gepaart mit rasch aufkommenden Gerüchten um finanzielle Unregelmäßigkeiten und Bestechungsgelder, konnte nur ein Ergebnis haben: Am 9. Dezember 1935 begann vor dem Strafsenat Brünn der Prozess. Angeklagt waren neben dem Leiter der Bauverwaltung beim Bau der Talsperre leitende Personen der ausführenden Baufirmen sowie einiger Zulieferfirmen. Anklagepunkt war unter anderem das „Verbrechen der Verleitung zum Amtsmissbrauch der Amtsgewalt“.
Am 21. Dezember wurde das Urteil verkündet. Die schwerste Strafe fasste der Leiter der Bauverwaltung beim Bau der Talsperre aus: eineinhalb Jahre schwerer, durch einen Fasttag monatlich verschärfter Kerker. Zwei weitere Angeklagte wurden für 10 Monate in den Kerker gesteckt, bei ebenfalls einem Fasttag monatlich. Außerdem mussten alle Angeklagten die Prozesskosten ersetzen und verloren für drei Jahre das Gemeindewahlrecht.

## Nachspiel
Während des Baues der Frainer Talsperre war es zu einigen Abänderungen von der ursprünglich durch Ferdinand Schmidt erfolgten Planung gekommen bzw. wurde die Auflage, eine gewisse Mindestmenge Wasser während der Trockenperioden abzulassen, nicht eingehalten. Dass die Bauleitung erst nachträglich, nachdem bereits vollendete Tatsachen geschaffen waren, um die Genehmigung der Änderungen ansuchte, führte zu massiven Protesten der betroffenen Gemeinden.
Die Stadt Znaim bemängelte, dass das Kraftwerk nicht wie geplant der Regulierung des Wasserhaushaltes der Thaya diene, sondern ausschließlich der Stromerzeugung. Außerdem müsse dafür gesorgt werden, dass nicht so viel kaltes Wasser abgelassen werde, da dies den Badebetrieb in der Thaya massiv schädige (die Pläne von Schmidt hatten dafür noch Sorge getragen).
Auch Frain an der Thaya brachte eine lange Mängelliste hinsichtlich der Bauausführung und Betriebsführung der Talsperre vor.
Entsprechende Eingaben hatten aber keinen Erfolg. Am 20. Februar 1936 fand in Znaim die Verhandlung über die wasserrechtliche Genehmigung statt.
Abermals wurden die Argumente der betroffenen Gemeinden vorgebracht. Am energischsten war die Reaktion der Delegation von Hardegg (Niederösterreich). Sie protestierte dagegen, immer nur mit irgendwelchen Ausreden abgespeist zu werden.
Die Verhandlung blieb für die betroffenen Gemeinden erfolglos.
Heute noch beklagen die beiden Nationalparks Thayatal und Podyjí den Wasserschwall, der durch die Stromerzeugung entsteht, da dieser das Leben der Tiere im Fluss sowie im unmittelbaren Uferbereich beeinträchtigt.

## Tourismus an der Talsperre

Die Motorbootflotte auf dem Stausee Frain an der Thaya

Frain an der Thaya war schon vor dem Bau der Talsperre ein beliebter Ort für die Sommerfrische gewesen. Doch jetzt bekam der Tourismus eine neue Dimension: Ausflugsboote für Rundfahrten auf dem Stausee wurden angeschafft. Nachdem auch Südmähren Teil des Dritten Reichs geworden war, kam es zu einer Städtepartnerschaft mit Starnberg, und eines der dortigen Motorboote wurde nach Frain transportiert.
Während des Krieges ruhte der Fremdenverkehr, dann folgte die Vertreibung der deutschstämmigen Bevölkerung am 24. Mai 1945.
Nach dem Krieg kam der Tourismus wieder in Schwung, Boote fuhren wieder bis zum Schloss Vöttau. Der Eiserne Vorhang verhinderte Urlaubsreisen in den Süden, also musste das Ufer des Stausees die Riviera ersetzen. Campingplätze und Ferienheime entstanden.
Da der Stausee als Trinkwasserreservoir für zahlreiche Gemeinden an der Thaya (wie Hardegg in Österreich oder Znaim in der Tschechischen Republik) dient, wurde er im Gefolge der Samtenen Revolution zum Wasserschutzgebiet erklärt und der Verkehr von Ausflugsschiffen zwischenzeitlich eingestellt, dieser ist heute aber wieder in Betrieb.

## Die Talsperre und der Krieg
Als Folge der Bombardierung der Möhnetalsperre im Jahr 1943 war die Angst der Bevölkerung groß, dass sich das auch hier wiederholen könnte. Die Zivilbevölkerung von Frain an der Thaya wurde deshalb angewiesen, für den Katastrophenfall Kleidung und Dokumente bei Verwandten und Bekannten außerhalb des Thayatals zu deponieren.
Berechnungen ergaben, dass bei einer totalen Zerstörung der Staumauer selbst das relativ weit entfernte Lundenburg (Břeclav) noch durch die Flutwelle gefährdet war. Vorsorglich wurde deshalb ein „Neu-Lundenburg“ auf höher gelegenem Areal geplant.
Als Verteidigungsmaßnahme wurde eine Flak-Batterie mit Vierlingsgeschützen auf der Staumauer stationiert. Außerdem wurde zwischen Masten ein Stahlseil gespannt, welches Tieffliegerangriffe verhindern oder erschweren sollte. Zusätzlich verminte die Marine Teile des Stausees. An beiden Ufern wurden hohe Stahlmasten errichtet, und zwischen ihnen ein Stahldrahtseil durchhängend über das Wasser gezogen. Die mögliche Anfluglinie eines angreifenden Flugzeuges war auch der deutschen Luftabwehr bekannt. Der Mast auf dem rechten Ufer war mit einem Lastenaufzug ausgestattet, der Minen zum Gipfel des Masts befördern, sie auf das Seil einhängen, und auf dem Seil wie auf einer Drahtseilbahn in die Anfluglinie des Angreifers inmitten des Sees befördern konnte.

## Weitere Kraftwerksprojekte
Als Folgeprojekt wurde ein Kraftwerk bei Baumöhl überlegt. Doch der Rückstau dieser Sperre hätte auch österreichisches Gebiet betroffen und somit auf Grund bestehender Vereinbarungen mit der Republik Österreich zu einer Abgabe von elektrischem Strom zum Selbstkostenpreis verpflichtet. Das Projekt wurde nicht verwirklicht.
Die Gauwerke Niederdonau, die 1938 die Leitung übernahmen, planten eine größere Talsperre oberhalb von Znaim an der Thaya und ein kleineres Ausgleichsbecken oberhalb von Hardegg. 1943 wäre das Projekt baufertig gewesen, doch die Entwicklung des Zweiten Weltkrieges verhinderte die Ausführung.
Bereits 1945 kam es zwischen den Westmährischen Elektrizitätswerken und der neu gegründeten NEWAG in Niederösterreich zu technischen Gesprächen über den Bau des erwähnten Ausgleichsbeckens, da ja auch österreichisches Staatsgebiet davon betroffen gewesen wäre. Die politischen Entwicklungen in der Tschechoslowakei 1948 beendeten aber diese Gespräche.
1966 ergriff die österreichische Regierung die Initiative und wollte das 1948 gescheiterte Projekt im Rahmen der Grenzlandförderung unterstützen. Doch die Planwirtschaft in der Tschechoslowakei verhinderte dies. Außerdem wurde zu dieser Zeit gerade bei Znojmo nad Dyjí eine kleine Sperre zur Sicherung der Wasserversorgung der Stadt errichtet.
Letzter Versuch eines Kraftwerkbaus in dieser Region war wieder einmal das Projekt beim Stierfelsen oberhalb von Znojmo nad Dyjí. Da aber auch österreichisches Staatsgebiet betroffen war, zogen sich die Verhandlungen in die Länge. Unterdessen begann sich der Naturschutz durchzusetzen, und anstelle des Kraftwerks entstanden zwei Nationalparks: Der Nationalpark Thayatal in Niederösterreich und der Národní park Podyjí in Südmähren.

## Die Thayatalbahn
Das Projekt der Thayatalbahn von Znaim an der Thaya nach Raabs an der Thaya war wegen des geplanten elektrischen Betriebs und des dafür benötigten elektrischen Stroms einer der Auslöser für den Bau der Frainer Talsperre.
Auch an diesem Projekt war Ferdinand Schmidt, gemeinsam mit Heinrich Friedländer aus Zürich, maßgeblich beteiligt. Einen ersten konkreten Vorschlag legten sie 1904 vor. Der größte Teil der Strecke sollte auf mährischen Gebiet verlaufen und nur ein kurzes Stück auf niederösterreichischem Gebiet nach Raabs.
Die Zustimmung zu dieser Bahnlinie war groß, doch als das Vorhaben baureif war, begann der Erste Weltkrieg. Nach Kriegsende und der Gründung des neuen tschechischen Staats erklärte dieser, kein Interesse an dieser grenznahen Bahnlinie zu haben.

## Die Thayatal Straße
Ein Projekt der Zwischenkriegszeit war die Thayatal Straße. Anlässlich der Fremdenverkehrstagung für das Thayatal im September 1929 in Waidhofen an der Thaya wurde beschossen, eine Kraftwagenstraße durch das Thayatal in Südmähren und in Niederösterreich zu errichten. Verbinden sollte sie Znaim an der Thaya und Waidhofen an der Thaya und nach Möglichkeit dem Verlauf der Thaya folgen, um den Reisenden die Pracht des Thayatals zu zeigen.
Ferdinand Schmidt, der ja mit der Planung der Frainer Talsperre beschäftigt war, wurde gebeten, in seine Planungen den Straßenabschnitt Frain – Freistein an der Thaya (Podhradí nad Dyjí) in seine Planungen mit einzubeziehen. Aber auch dieses Projekt wurde nicht verwirklicht.

## Ferdinand Schmidt

Grab von Ferdinand Schmidt in Frain an der Thaya

Ferdinand Schmidt wurde am 18. Dezember 1878 in Frain an der Thaya geboren. Neben seinem Beruf als Ingenieur war er 1923 bis 1927 Bürgermeister von Frain. Außerdem war er Direktor der Frainer Sparkasse. Als Dank für sein Bemühen um die „Thayatalbahn“ ernannte ihn 1914 die Stadt Hardegg an der Thaya in Niederösterreich zum Ehrenbürger. Er verstarb am 27. September 1941 in Frain, wo er auch auf dem dortigen Friedhof beerdigt ist.
Seine Familie wurde 1945 so wie alle anderen deutschsprachigen Frainer vertrieben.
An seinem 30. Todestag (27. September 1971) fand auf Initiative der Südmährischen Energiewerke n. p., Brünn, mit voller Zustimmung der politischen Behörden an seinem Grab eine Gedenkfeier statt. Dazu wurden seine nächsten Angehörigen eingeladen und sogar die Visa zur Verfügung gestellt.
1978 fand anlässlich des hundertsten Geburtstages im Beisein des Bürgermeisters von Vranov nad Dyjí ebenfalls eine Feier statt. Die Familie Schmidt wurde zu dieser nicht eingeladen.
Seit 2001 ist das Grab ein Ehrengrab.

## Technische Daten
- 4 Grundablassrohre à 160 cm
- Wasserzuführung zu den Turbinen: 3 Rohre à 260 cm
- Turbinen: 3 Francis-Turbinen à 5.400 kW
- Jahresstromerzeugung: ca. 25.000.000 kWh